# Moon Is Doom Backwards
Moon Is Doom Backwards ist ein Musikalbum der britischen Studio-Formation Sly & the Family Drone. Die Mitte September 2021 auf der Larkins Farm entstandenen Aufnahmen erschienen am 15. November 2024 auf dem Label Human Worth.

## Hintergrund
Moon Is Doom Backwards ist das siebte Album der (nach eigenem Selbstverständnis) „Neo-Jazz-Wrecking-Crew“, entstanden Ende der 2000er-Jahre aus einer Musikszene mit kurzlebigen Projekten und ständig neuen Teilnehmern an dem Bandprojekt. Das Debütalbum 95 Minutes Over England erschien 2010.
Die Besetzung dieser Veröffentlichung besteht aus James Allsopp an Saxophonen und der Bassklarinette, Kaz Buckland am Schlagzeug, an der Elektronik und Holzblasinstrumente, Matt Cargill (Elektronik, Stimme, Perkussion), Ed Dudley (Elektronik, Stimme) und Will Glaser (Schlagzeug, Elektronik).

## Titelliste
- Sly & The Family Drone: Moon is Doom Backwards (Human Worth HW03)[2]

1. Glistening Benevolence 5:49
2. Going In 2:12
3. Cuban Funeral Sandwich 7:29
4. Joyless Austere Post-war Biscuits 5:54
5. The Relentless Veneration of Bees 4:03
6. Guilty Splinters 3:04
7. Ankle Length Gloves 4:46

## Rezeption
Mehr als ein Jahrzehnt später hätte die Gruppe nicht nur überlebt, sie gedeihe sogar, sie sei die Stütze des experimentellen britischen Untergrunds, und sie würde weiterhin ihre Vision festigen und erweitern, schrieb Jared Dix (The Quietus). Moon Is Doom Backwards bestehe sowohl aus treibenden atmosphärischen Texturen als auch aus belebenden Trommel- und Kreischgeräuschen. Es folge dem Stil der vorherigen LP Walk It Dry. Es herrsche aber nicht so viel Voodoo-Schwüle, dafür aber polyrhythmische Impulse, schlängelnde Baritonsaxophonlinien und spektrale Schleier von Klang auf diesem gesamten Album. Sei das „Junk-Jazz, Horror-Lounge, Noir-Noise, dystopische Exotik?“ Moon Is Doom Backwards sei jedenfalls schöne, intelligente und freie Musik, so der Autor.
Das experimentelle britische Kollektiv würde seine unverwechselbare Verbindung von Elektronik und Improvisation fortsetzen, schrieb Mike Borella (Avant Music News). Mit einer unkonventionellen Besetzung unter der Leitung von Cargill habe Sly ein weiteres genreübergreifendes Werk hervorgebracht, dessen Ton zwischen ruhig und unruhig variiere. in Beispiel für ersteres sei „Cuban Funeral Sandwich“, das Schlagzeug, Percussion und eine bewusst getaktete Bassklarinette über Hintergrundelektronik biete. Die Anmutung des Tracks sei wehmütig und dennoch seltsam, mit melodischen Aussagen im Kontrast zu unvorhersehbaren, aber gedämpften rhythmischen Strukturen. Auf der anderen Seite würden in „Going In“ mehrere Schlagzeuger vor sich hinklappern, während die Holzbläser klimpern und heulen. Obwohl das Album einige Merkmale mit Free Jazz teile, passe es nicht genau in dieses Genre. Der Schwerpunkt auf Elektronik und vielschichtiger Percussion verleihe ihm eine eindeutige Identität. Sein unkonventioneller Klang und Ansatz machten es fesselnd und mehr als lohnenswert, es zu erkunden.
Sly and The Family Drone würden zu den Acts gehören, die so viele verschiedene Grenzen überschreiten und auf so vielen verschiedenen Ebenen funktionieren, dass es unmöglich sei, sie in eine Schublade zu stecken und festzunageln, schrieb Christopher Nosnibor (Aural Aggravation). Moon is Doom Backwards sei schon mit seinem Titel ein klassisches Beispiel für den absurden Humor, der ihr Wesen ausmache, und es sei eine Freude zu erleben, dass sie dafür wieder zusammengekommen sind. Dies sei sicherlich ihr bisher kürzestes, dafür atmosphärischstes und am wenigsten Perkussion-lastiges Album, aber es erforsche wirklich im Detail und in der Tiefe das Verhältnis der Dynamiken und dringe in neue Gebiete vor. Und obwohl dies immer noch Jazz ist, sei es Jazz, der explodiere, fragmentiert, zerlegt und neu interpretiert wird.